# مطبخ كرواتي

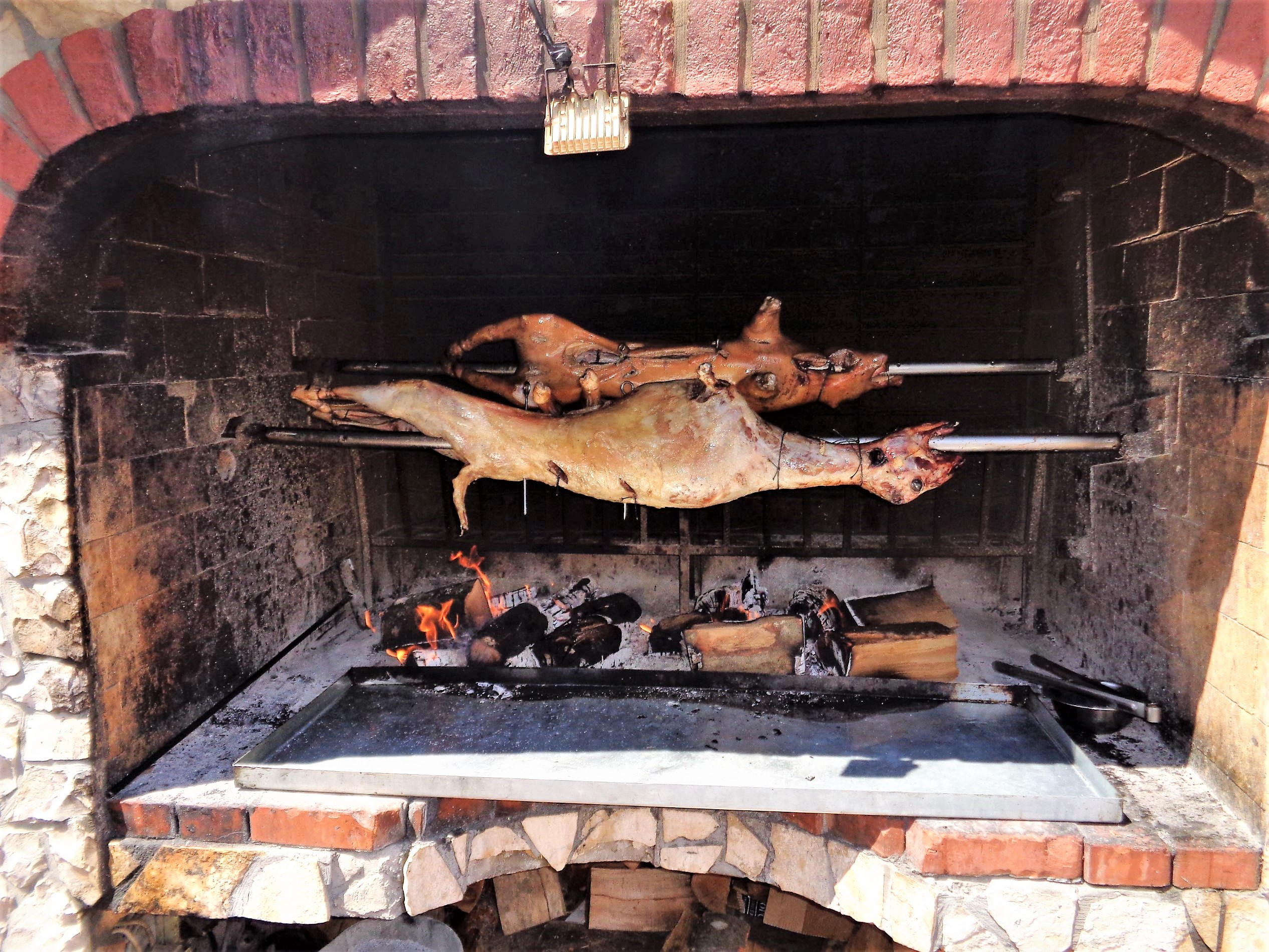
ضأن وخنزير يتم تحميصهما في نوفاليا.

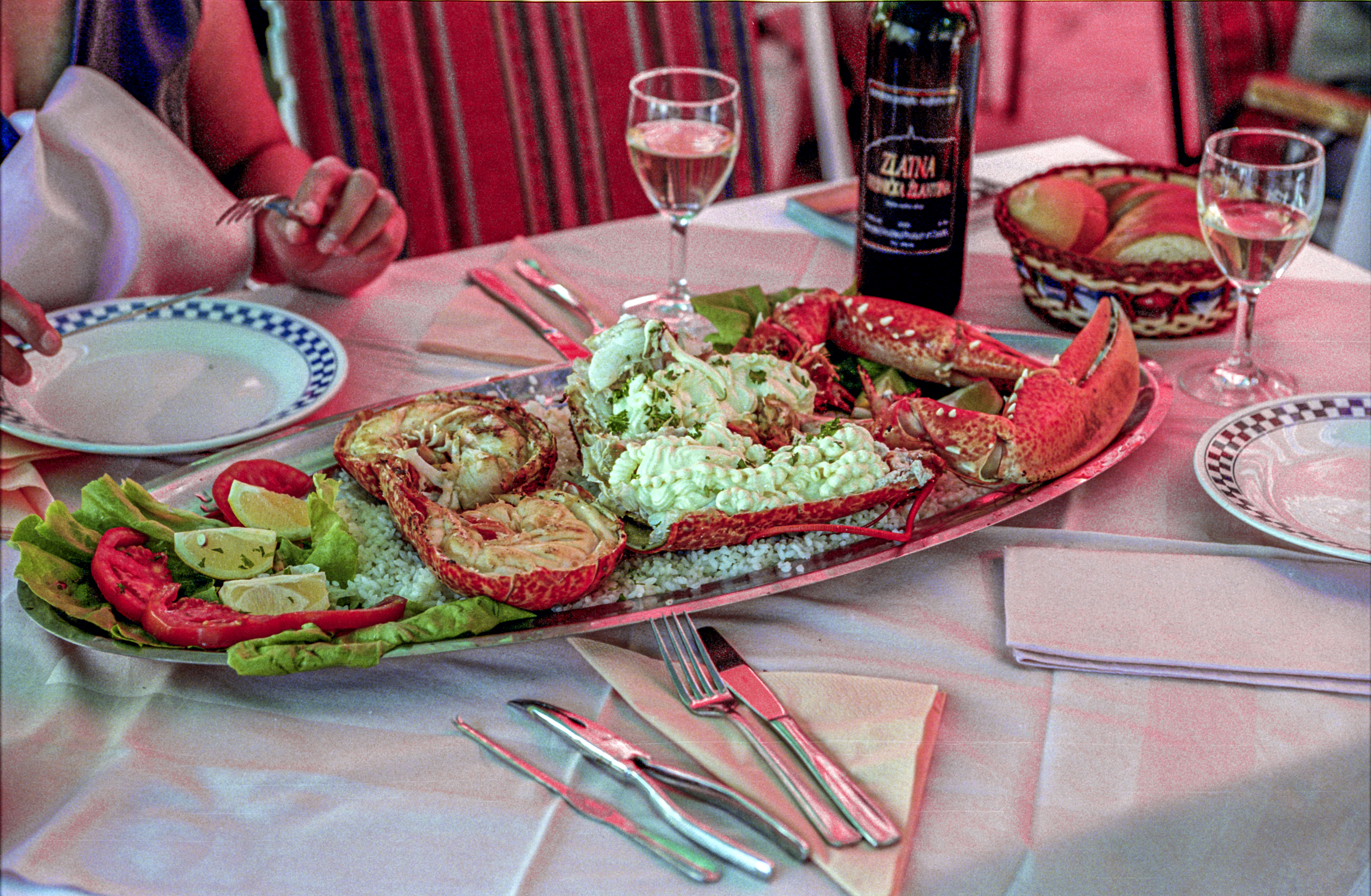
كركند مطهي في دالماسيا.

المطبخ الكرواتي غير متجانس ويعرف باسم مطبخ المناطق، لأن كل منطقة في كرواتيا لها تقاليدها المميزة في الطهي. تعود جذورها إلى العصور القديمة، تتجلى الاختلافات في اختيار المواد الغذائية وأشكال الطهي بين تلك الموجودة في البر الرئيسي وتلك الموجودة في المناطق الساحلية. يتميز مطبخ البر الرئيسي بشكل أكبر بالطعام السلافي الأقدم والاتصال الأحدث بالمطبخ الهنغاري والتركي، باستخدام دهن الخنزير للطبخ والتوابل مثل الفلفل الأسود، البابريكا والثوم. تحمل المنطقة الساحلية تأثيرات المطبخ اليوناني، الروماني وأخيرا المطبخ المتوسطي ولا سيما المطبخ الإيطالي (خاصة البندقية).
تستخدم المأكولات الساحلية زيت الزيتون والأعشاب والتوابل مثل إكليل الجبل، المريمية، ورق الغار، المردقوش الشائع، المردقوش الكبير، القرفة، القرنفل، جوزة الطيب، قشر الليمون والبرتقال. تعتمد تقاليد الطهي الخاصة بالفلاحين على اختلافات خيالية للعديد من المكونات الأساسية (الحبوب، منتجات الألبان، اللحوم، الأسماك، الخضروات والمكسرات) وطرق الطهي (الطبخ، الشواء، التحميص والخبز)، بينما يتضمن المطبخ البرجوازي إجراءات أكثر تعقيدًا واستخدامًا محددًا. الشاركوتيري هو جزء من تقاليد الطهي الكرواتية في جميع المناطق. الأطعمة والوصفات من دول يوغوسلافيا السابقة الأخرى شائعة أيضًا في كرواتيا. يمكن تقسيم المطبخ الكرواتي إلى عدة مطابخ متميزة (دالماتيا، دوبروفنيك، جورسكي كوتار، إستريا، ليكا، ميزوريجي، بودرافينا، سلافونيا، زاجوريه) لكل منها تقاليد طبخ محددة، مميزة للمنطقة وليست بالضرورة معروفة جيدًا في أجزاء أخرى من كرواتيا. ومع ذلك، يمكن العثور على معظم الأطباق في جميع أنحاء البلاد، مع المتغيرات المحلية.
يُنظر إلى الخضار المطهية بكمية قليلة من اللحم أو النقانق كوجبة صحية تقليدية. يمكن إضافة القشدة الحامضة (في شمال كرواتيا) أو زيت الزيتون (على الساحل) إلى الطبق قبل التقديم مباشرة. غالبًا ما يتم تحضير أطباق اللحوم المطهية من قبل الرجال في الأماكن المفتوحة، وفقًا لتقاليد الصيد والرعي. في المطبخ الدلماسي الحضري، تُضاف أحيانًا التوابل مثل القرفة والقرنفل والخوخ المجفف والتين المجفف والتفاح وغيرها من الفاكهة إلى يخنات اللحوم.
المعكرونة هي واحدة من أكثر المواد الغذائية شعبية في المطبخ الكرواتي، وخاصة في منطقة دالماسيا. المعكرونة بصلصة الطماطم عنصر أساسي. تشمل الصلصات الشعبية الأخرى صلصة المشروم الكريمية وصلصة اللحم المفروم وغيرها الكثير. تُضاف المعكرونة الطازجة إلى الحساء واليخنات، أو تُحضر بالجبن القريش، أو الملفوف، أو حتى مع الجوز أو بذور الخشخاش. تحظى عجينة البطاطس بشعبية، ليس فقط لصنع النوكي (النوكي)، ولكن أيضًا لصنع الزلابية بالجبن أو البرقوق المسلوق، ثم يُقلى بسرعة في فتات الخبز والزبدة.

## أنظر أيضا
- مطبخ متوسطي